# 余命90分の男
『余命90分の男』（よめいきゅうじっぷんのおとこ、The Angriest Man in Brooklyn）は、2014年にアメリカ合衆国で製作されたコメディドラマ映画。監督はフィル・アルデン・ロビンソン。出演はロビン・ウィリアムズ、ミラ・クニス、ピーター・ディンクレイジ、メリッサ・レオ。ロビン・ウィリアムズにとっては最後に参加した実写主演作となった。
1997年にイスラエルで製作された映画『Mar Baum』のリメイク。アメリカ合衆国では2014年5月23日から一部劇場での限定公開と、ビデオ・オン・デマンドによる配信が行われた 。日本では2015年1月3日から開催された「未体験ゾーンの映画たち2015」の中の一作として限定公開された。

## ストーリー
非常に偏屈で短期な性格の中年男性ヘンリーは、いつしか周囲から嫌われ疎まれる存在になっていた。そんなある日、病院でヘンリーはいつものように怒り、女医のシャロンに対して激しく文句を言っていると、彼女は誤って彼が脳動脈瘤を患っていることを口走ってしまう。これに驚いたヘンリーは更に興奮し、シャロンを厳しい言葉で責め立てるが、それに腹を立てた彼女は、彼の余命が残り90分しかないと嘘をついてしまう。
嘘の余命宣告に絶望したヘンリーは病院を飛び出し、死ぬ前にやりたいことを全てやってやろうと意気込むが、そこで彼は自身がどうしようもない嫌われ者であることを思い知る。一方、医師としてあるまじき行為をしてしまった罪悪感に駆られたシャロンは、ヘンリーを追って病院に戻るよう説得するが、彼はそれを聞き入れず、限られた時間で今までの人生を少しでも挽回するため行動に出るのだった。

## キャスト
※括弧内は日本語吹替
- ヘンリー・アルトマン - ロビン・ウィリアムズ（安原義人）
- シャロン・ギル - ミラ・クニス（ちふゆ）
- アーロン・アルトマン - ピーター・ディンクレイジ（高木渉）
- ベティ・アルトマン - メリッサ・レオ（定岡小百合）
- フランク - ボブ・ディッシー
- ルーベン〈カメラ店の主人〉 - ジェームズ・アール・ジョーンズ
- ビックスフィールド - リチャード・カインド
- Dr.フィールディング - ルイ・C・K
- イェーツ〈クライアント〉 - イザイア・ウィットロック・Jr
- クーパー〈クライアント〉 - ジェリー・アドラー
- レオン - ジェレミー・ハリス